# Deutsche Hörer!

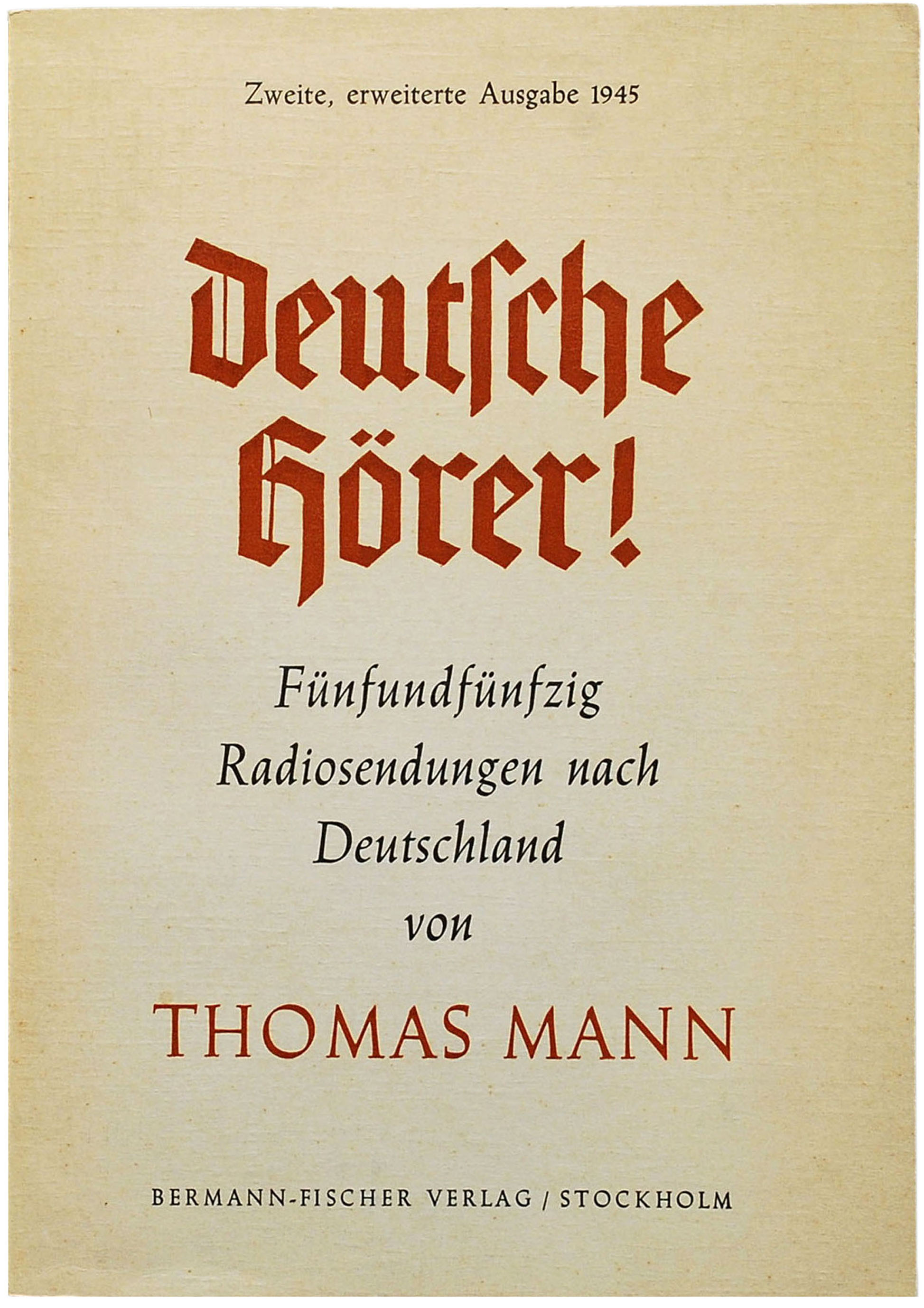
Titelblatt der zweiten Ausgabe von 1945

Deutsche Hörer! ist der Titel einer Reihe von 55 Radioansprachen Thomas Manns, die das deutsche Programm der BBC zwischen Oktober 1940 und Mai 1945 meist regelmäßig einmal monatlich ausstrahlte. Hinzu kamen einzelne Sondersendungen sowie eine letzte Ansprache zu Neujahr 1946.
Es handelte sich um fünf- bis achtminütige, pointiert formulierte Reden, in denen der Autor sich mit der politischen Lage Deutschlands in der Zeit des Nationalsozialismus befasste, das Kriegsgeschehen kommentierte und mahnende Worte an seine Landsleute richtete.
Eine erste Sammlung mit 25 Sendungen wurde 1942 als Buch veröffentlicht, die erweiterte Ausgabe umfasste 1945 55 Texte.

## Inhalt
Nachdem Thomas Mann in unterschiedlichen Publikationen gegen den Nationalsozialismus warnend Stellung genommen hatte, so in seinem Appell an die Vernunft von 1930, setzte er diese Form von Mahnungen mit den Ansprachen fort.
Seine Reden gehen von der Differenz zwischen den Deutschen (bzw. ihrer Kultur) und dem Nationalsozialismus aus, eine Grundüberzeugung, die sein politisches Denken während des Exils bestimmt hat. Tendenziell zielen sie darauf, den deutschen Hörern diese Differenz bewusst zu machen und sie dadurch zum Widerstand gegen Adolf Hitler zu bewegen.
Thomas Manns auf politische Aufklärungsarbeit zielende Ansprachen sollten der „Absperrung Deutschlands von der Welt und ihrem Fühlen und Denken“ entgegenwirken, indem er die von der nationalsozialistischen Propaganda betriebene Verfälschung und Verhunzung von Begriffen und Ideen wie Revolution und Sozialismus, Freiheit und Vaterlandsliebe bewusst zu machen suchte.
Während einige der Reden sich mit aktuellen Ereignissen beschäftigten – einem Tagesbefehl Hitlers, einer Rede Roosevelts, der Besetzung Griechenlands –, ging es in anderen um grundlegende moralische Fragen im Zusammenhang mit den nationalsozialistischen Verbrechen auf der einen, den Reaktionen der Alliierten auf der anderen Seite. Er sprach die Zerstörung Lidices, die von „moralischem Irresein“ kündende Bombardierung des Stadtzentrums von Rotterdam, die Luftangriffe auf Coventry und die Zustände im Warschauer Ghetto ebenso an wie die Eskalationsstufen des Holocaust. Die Angriffe der Royal Air Force auf deutsche Städte wie Hamburg, Köln und Essen stellte er in einen Schuldzusammenhang und wies darauf hin, dass es sich um Vergeltungsmaßnahmen handelte. Es räche sich der Wahn und Glaube des deutschen Volkes an „sein Vorrecht zur Gewalttat“. Das Leid der deutschen Opfer entspringe nicht der Grausamkeit der Alliierten, sondern der schuldhaften Verstrickung in den Nationalsozialismus.
Im Januar 1942 ging er auf Einzelheiten der Judenverfolgung ein: „Die Nazis machen bewußt Geschichte mit allen ihren Taten, und die Probevergasung der vierhundert jungen Juden [...] ist Ausdruck des Geistes und der Gesinnung der nationalsozialistischen Revolution ...“
Nachdem er im Februar 1942 in dem amerikanischen Magazin Life einen Artikel mit Details über „deutsche Greuel in Polen“ gelesen hatte, prangerte er in einer weiteren Ansprache die „Tötung von nicht weniger als elftausend polnischen Juden mit Giftgas“ an, die in „luftdicht verschlossene Wagen gesteckt und binnen einer Viertelstunde in Leichen verwandelt“ worden seien. Man habe „die Beschreibung des ganzen Vorganges, der Schreie und Gebete der Opfer und des gutmütigen Gelächters der SS-Hottentotten, die den Spaß zur Ausführung brachten“.

## Hintergrund

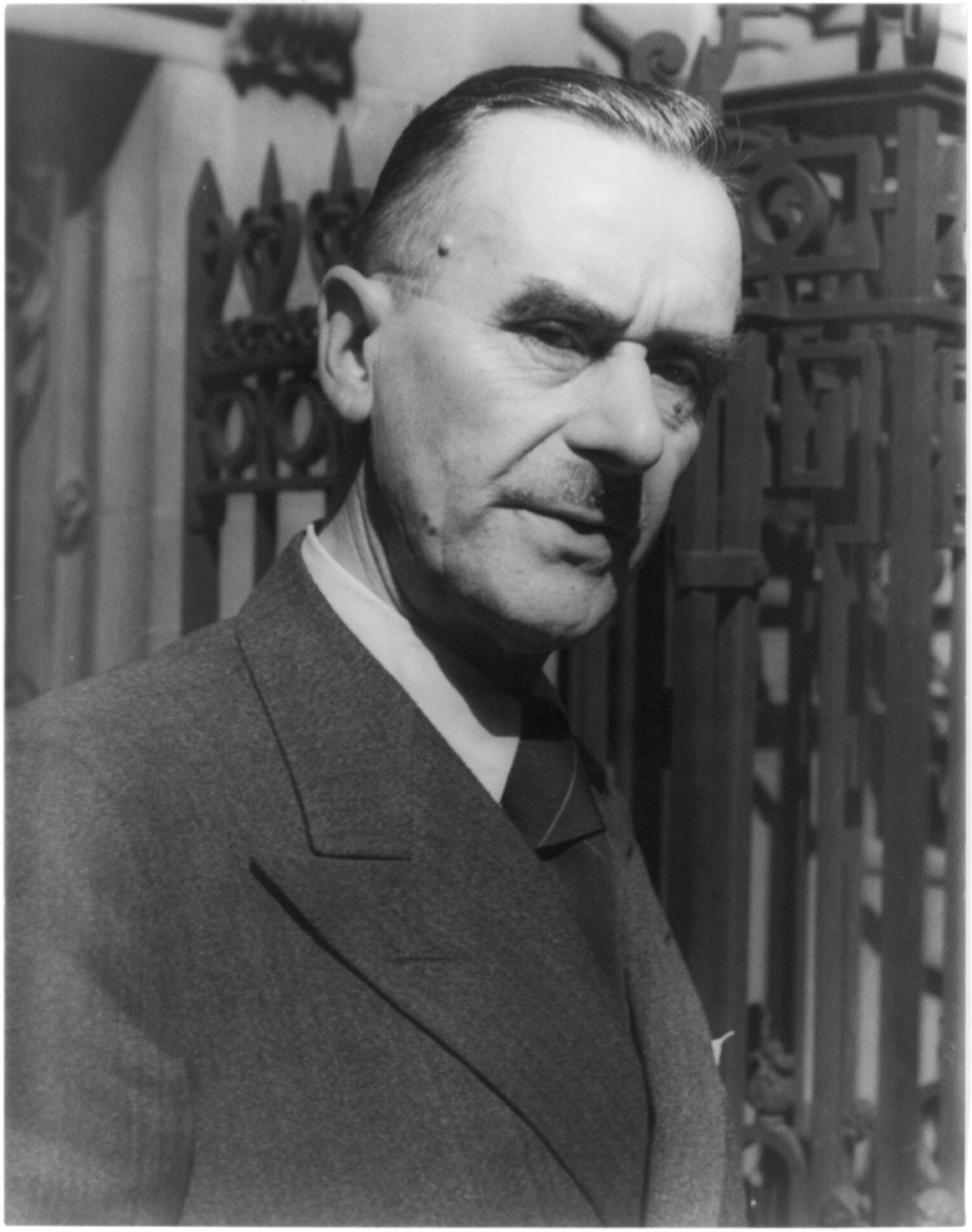
Thomas Mann, 1937
Foto von Carl van Vechten

Thomas Mann war 1938 in die Vereinigten Staaten übergesiedelt und hatte sich später in Kalifornien niedergelassen. Die Vereinigten Staaten waren das wichtigste Emigrationsland für viele Deutsche, die der Verfolgung entkommen waren, in anderen europäischen Ländern keine Sicherheit mehr fanden und sich hier zu zahlreichen Exilorganisationen zusammenfanden, von denen Thomas Mann sich indes gewöhnlich fernhielt. Trotz dieser Distanz entfaltete er eine rege politische, gegen den Nationalsozialismus gerichtete Aktivität. Diese schlug sich vor allem in den Radioansprachen nieder, die von seinem Glauben, „an den kommenden Sieg der Demokratie“ getragen waren, so der Titel eines Vortrages, den der Autor bereits 1938 in fünfzehn amerikanischen Städten gehalten hatte.
Wie Thomas Mann im Vorwort zur ersten Ausgabe erklärte, bat ihn die BBC im Herbst 1940, er möge über ihren Sender in regelmäßigen Abständen „kurze Ansprachen“ an seine „Landsleute“ richten, um auf sie im Sinne seiner häufig geäußerten Überzeugungen einwirken zu können. Diese Gelegenheit habe er nicht versäumen wollen, zumal es nun möglich sei, von London aus über Mittelwellen und Langwellen zu senden, so dass seine Worte mittels des den Deutschen „allein zugestanden Empfängertypen“, dem Volksempfänger, würden gehört werden können, was nach der Verordnung über außerordentliche Rundfunkmaßnahmen als Abhören von Feindsendern verboten war.
Während er die Texte zunächst nach London schickte, wo sie ein „deutschsprachiger Angestellter der BBC“ verlas, bediente man sich auf seine Anregung später einer „umständlicheren, so doch direkteren und darum sympathischeren Methode“: Vom 18. März 1941 an sprach er im „Recording Department der NBC“ in Los Angeles die Texte selbst auf eine Schallplatte, die zunächst nach New York gesandt und von dort telefonisch nach London übertragen wurde. So konnten diejenigen, „die drüben zu lauschen wag(t)en“, auch seine eigene Stimme hören.
Offenbar, so Thomas Mann, gebe es auch in den besetzten Gebieten Menschen, „deren Hunger und Durst nach dem freien Wort so groß“ sei, dass sie den damit verbundenen Gefahren getrotzt hätten. Den „erheiternde(n) und degoutante(n) Beweis“ dafür habe Hitler selbst gegeben, indem er in einer Bierkellerrede zu München den Autor als jemanden beschimpft habe, der das deutsche Volk gegen ihn und sein System aufzuwiegeln versuche. Die Widersinnigkeit der Worte Hitlers bestehe darin, dass „der Führer“ einerseits seine „Verachtung des deutschen Volkes“ und seine Überzeugung von dessen Feigheit, Unterwürfigkeit und Dummheit, „sich belügen zu lassen“ ausgedrückt, dabei aber vergessen habe, wie es möglich sei, in ihm gleichzeitig eine zur „Weltherrschaft bestimmte Herrenrasse“ zu sehen.

## Wirkung und Rezeption
Es ist unsicher, welche Wirkung die Reden hatten und inwieweit der Deutsche Widerstand durch sie ermutigt wurde. Da von keinem anderen deutschen Exilautor eine derart groß angelegte Aktion bekannt ist, darf der Einwirkungsversuch indes nicht geringgeschätzt werden.
Die Fanatisierung vieler Deutscher durch die Propagandareden Joseph Goebbels’ und die scheinbare Identifizierung mit dem Nationalsozialismus schienen den Glauben Thomas Manns an die Widerständigkeit der deutschen Kultur bisweilen Lügen zu strafen; in einigen seiner Reden lassen sich mitunter Spuren von Resignation feststellen.
Einige Kommentare befassen sich mit Manns Bewertungen der alliierten Bombenangriffe als Reaktion auf den vom nationalsozialistischen Deutschland ausgelösten Krieg im Allgemeinen und einzelne Kriegshandlungen, militärische Strategien der Wehrmacht und Kriegsverbrechen im Besonderen. Anlässlich des Jahrestages der Zerstörung Coventrys hatte Mann erneut die Frage aufgeworfen, ob Deutschland denn gedacht habe, „es werde für die Untaten, die sein Vorsprung in der Barbarei ihm gestatte, niemals zu zahlen haben“. Die Angriffe auf deutsche Städte seien Teil dieser erwartbaren Reaktion. Selbst als es um Lübeck ging, seine Vaterstadt, in der die Marienkirche beschädigt worden sein könnte, habe er an Coventry gedacht – „und... nichts einzuwenden gegen die Lehre, daß alles bezahlt werden muß.“ Sein Sinn für Gerechtigkeit werde auf „eine besondere Probe gestellt werden“, falls „das sogenannte Buddenbrook-Haus in der Mengstraße“ tatsächlich zerstört worden sei. Diese Trümmer nun würden denjenigen nicht schrecken, „der nicht nur aus der Sympathie für die Vergangenheit, sondern aus der für die Zukunft“ lebe. Hitler-Deutschland habe weder Tradition noch Zukunft. Neben Lübeckern werde es auch Hamburger, Kölner und Düsseldorfer geben, die der Royal Air Force „guten Erfolg wünschen“, wenn sie das Dröhnen der Maschinen über sich hören.
Klaus Harpprecht stellte angesichts dieser Erwägungen fest, Thomas Mann scheine nicht in den Sinn gekommen zu sein, dass die bei den Bombenangriffen in den Kellern verängstigten Menschen, selbst wenn sie den Untergang des Regimes ersehnt hätten, nichts als Angst um sich und ihre Familien gehabt hätten und Manns Sprache in diesem Augenblick die des Zeitgeistes gewesen sei, der den tödlichen Feind zu erkennen glaube.
Von Ernst Jünger, der während des Vortrags der Deutschen Ansprache unter den SA-Leuten war, sich an den Störungen allerdings nicht direkt beteiligte, gibt es keine wesentlichen und längeren Stellungnahmen zu Thomas Mann. Erst spät äußerte er sich teilweise auch zu den Radioansprachen und bewertete sie negativ. Wie er in einem Spiegel-Gespräch (Ein Bruderschaftstrinken mit dem Tod) vom 16. August 1982 sagte, habe er sich stets geärgert, wenn er während einer BBC-Sendung hörte, dass „eine deutsche Stadt in Flammen aufgegangen sei“ und Thomas Mann „seine Reden“ dazu hielt. Andererseits bewunderte er ihn als großen Stilisten, „der Verantwortung für die deutsche Sprache“ gezeigt habe.
Die Äußerungen Thomas Manns, die angesichts der Opfer des Luftkrieges im Nachhinein irritieren, und sein überzogener Glaube, die Betroffenen in den bombardierten Städten wie Hamburg, Düsseldorf, Köln und Essen würden die angreifenden Piloten innerlich unterstützen, sind kein Einzelfall in seinem Spätwerk. Sie können als Nachklang einer auch unter Exilanten in den 1930er Jahren verbreiteten Erwartung betrachtet werden, es könne zum Widerstand gegen das Regime kommen, was von den Alliierten ausdrücklich als einer der Gründe für die Bombardements angegeben worden war.

## Ausgaben

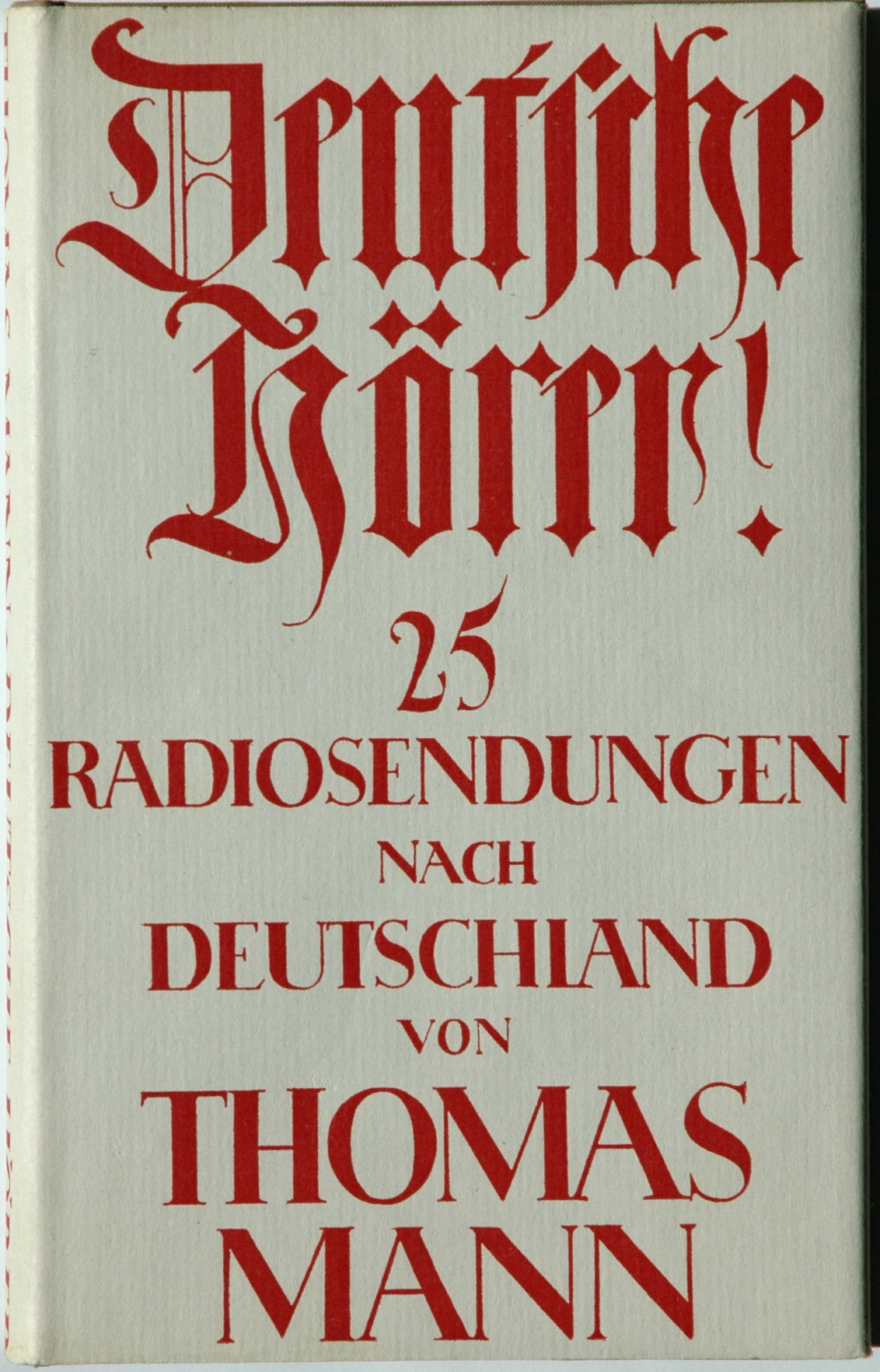
Erstausgabe von 1942

- Deutsche Hörer! Eine Auswahl aus den Rundfunkbotschaften an das deutsche Volk. Hrsg. und Verlag: Freier Deutscher Kulturbund in Großbritannien, o. J. (1944)
- Deutsche Hörer! 55 Radiosendungen nach Deutschland. Bermann Fischer, Stockholm 1945[20]
- Deutsche Hörer! 25 Radiosendungen nach Deutschland. Bermann-Fischer, Stockholm 1942
- Deutsche Hörer! 55 Radiosendungen nach Deutschland. Insel Verlag, Leipzig 1970, 1971 (Insel-Bücherei 900; 1975: 2. Auflage)
- Deutsche Hörer! Radiosendungen nach Deutschland. Mit: Europäische Hörer! Reihe: Wissenschaft und Philosophie, 10. Hrsg. Europ. Kulturgesellschaft. Verlag Darmstädter Blätter, Darmstadt 1986 ISBN 3-87139-089-5.
- Deutsche Hörer! Radiosendungen nach Deutschland aus den Jahren 1940–1945. Fischer TB 5003, Frankfurt 1987
  - ebd., in: Gesammelte Werke in 13 Bänden. Band 11: Reden und Aufsätze, 3. 2., durchges. Aufl. S. Fischer, Frankfurt 1974, 1990, ISBN 3-10-048177-1, S. 930–1050.[21]